# 赫魯卜
36°16′N 6°42′E / 36.267°N 6.700°E

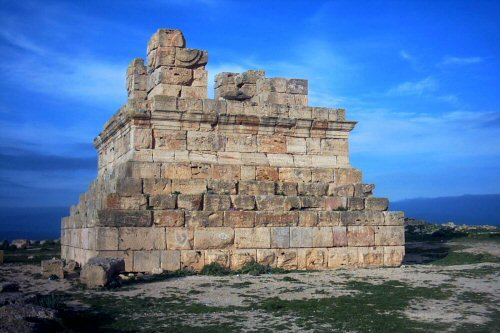

赫魯卜（El Khroub）是阿爾及利亞的城鎮，位於該國東北部，由君士坦丁省負責管轄，是赫魯卜區的首府，面積245平方公里，2008年人口179,033人，人口密度每平方公里732人。